# Geronticus
Geronticus es un género de aves pelecaniformes de la familia Threskiornithidae que incluye solo dos especies de ibis, el ibis eremita y el ibis calvo.

## Especies
Se conocen dos especies de Geronticus:
- Geronticus eremita (Linnaeus, 1758) - Marruecos, Siria
- Geronticus calvus (Boddaert, 1783) - Sudáfrica